# 등대여명
《등대여명》(等待黎明: Hong Kong 1941)은 홍콩에서 제작된 레옹 포치 감독의 1984년 전쟁 드라마 영화이다. 주윤발 등이 주연으로 출연하였고 장진훈 등이 제작에 참여하였다. 주윤발은 자신의 연기를 통해 자신에게는 첫 금마장최자(金馬獎最佳男主角)를 수상했다.

## 출연

### 주연
- 주윤발
- 만자량
- 엽동

### 조연
- 석견
- 진패
- 곡봉
- 우청
- 우마